# Pascale Paradis
Pascale Paradis-Mangon (Troyes, 1966. április 24. –) francia teniszezőnő. 1982-ben kezdte profi pályafutását, két WTA-torna győztese. Legjobb világranglistán elért egyéni helyezése huszadik volt, ezt 1988 novemberében érte el.

## Év végi világranglista-helyezései
| Év       | 1987 | 1988 | 1989 | 1990 | 1991 | 1992 | 1993 |
| Helyezés | 102. | 20.  | 121. | 169. | 74.  | 42.  | 61.  |